# Patka (architektura)

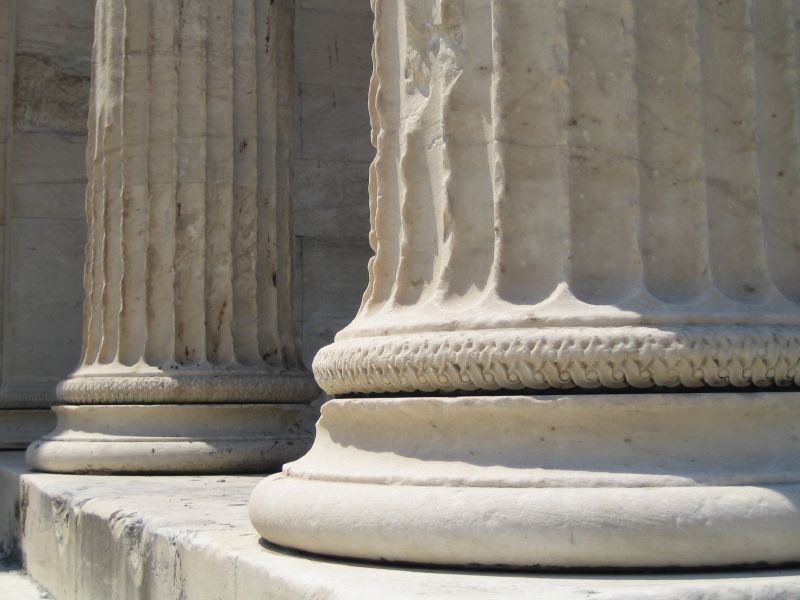
Iónská patka na Erechtheionu

Patka je architektonický prvek, který tvoří spodní část sloupu, případně pilíře, pilastru, přípory ap. Další části sloupu jsou dřík (střední, nejdelší část) a hlavice. Dále patka či pata může označovat místo, kde oblouk nebo klenba dosedá na svislé zdivo.
Sloup může být bezpatkový, jako je to v případě dórského, nejstaršího klasického sloupového řádu. Počínaje iónským řádem se sloupy opatřují patkou, kterou klasicky tvoří obloun (torus), výžlabek (trochilus) a širší obloun (aticko-iónská patka) nebo obloun a dva výžlabky (asijsko-iónská). V době římské se pod kruhovou patku přidává nízký čtvercový sokl, plintus. V románském období se takto vzniklé nárožní trojúhelníky zdobí tzv. drápky